# 维阿雷伊
维阿雷伊（字面意思是“木头地峡”），是法罗群岛维德岛上的市镇及同名村庄，为法罗群岛最北部的定居点。市镇内只有一个村庄。市镇面积为30平方公里，2021年1月时市镇人口数量为354人。

## 地理
维阿雷伊村位于南北高山之间的一个地峡上。
该社区通过一条堤路和隧道系统连接至位于南边博罗伊岛上的地区中心克拉克斯维克镇。

## 历史
原先的教堂在17世纪的一场风暴中被摧毁。现今的教堂建于1892年。

## 图集

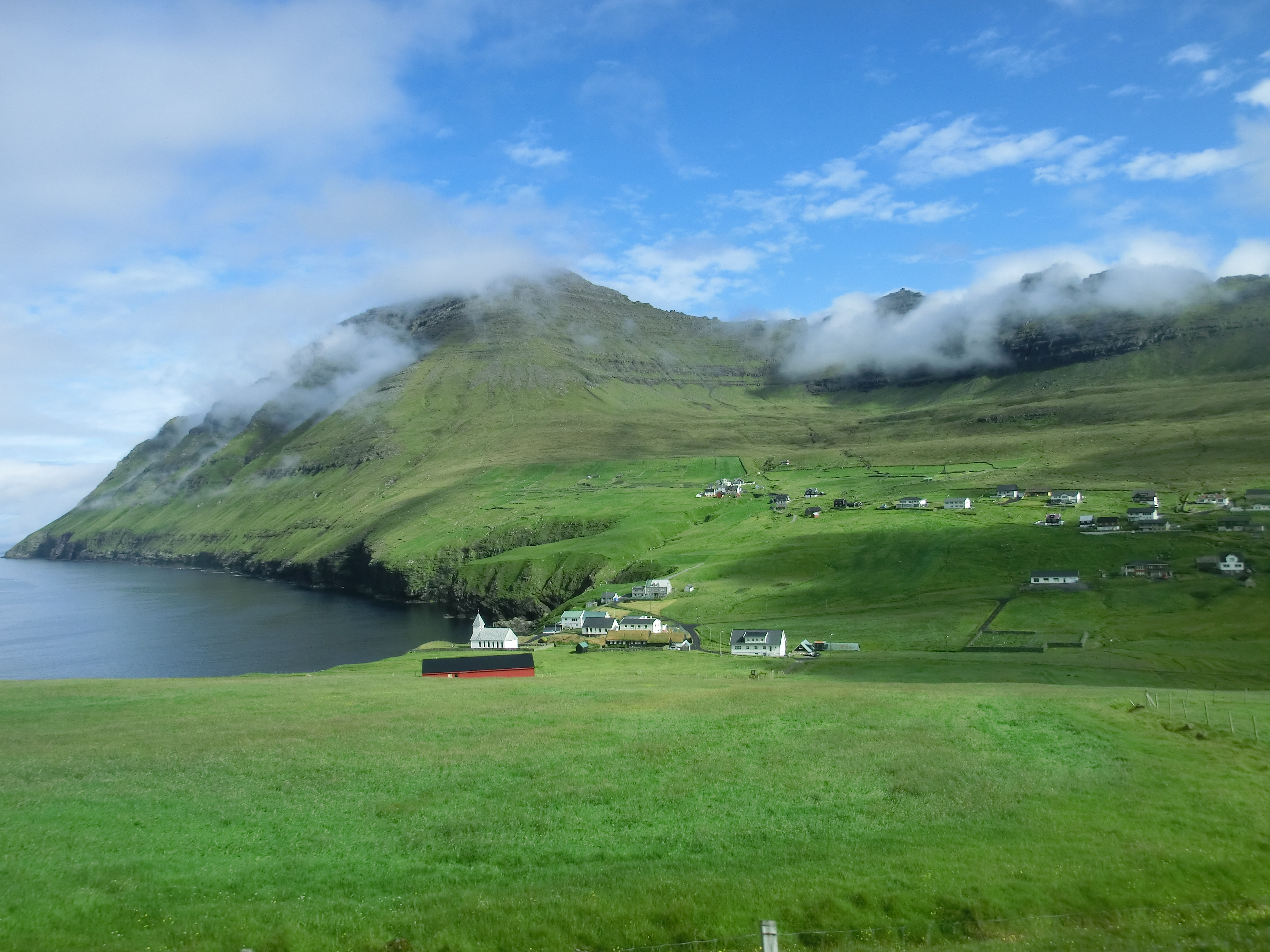
维阿雷伊村
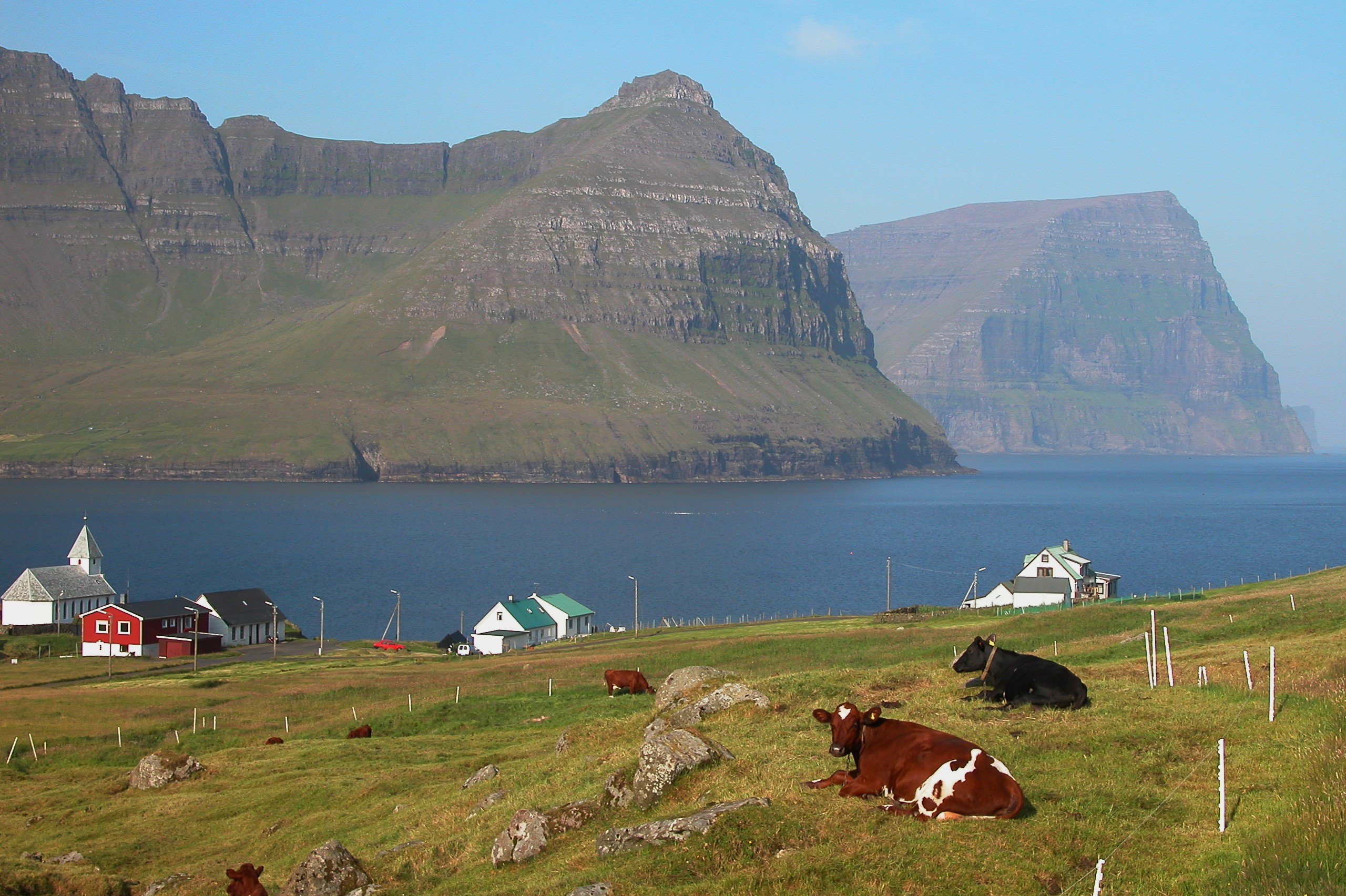
村边的牛群
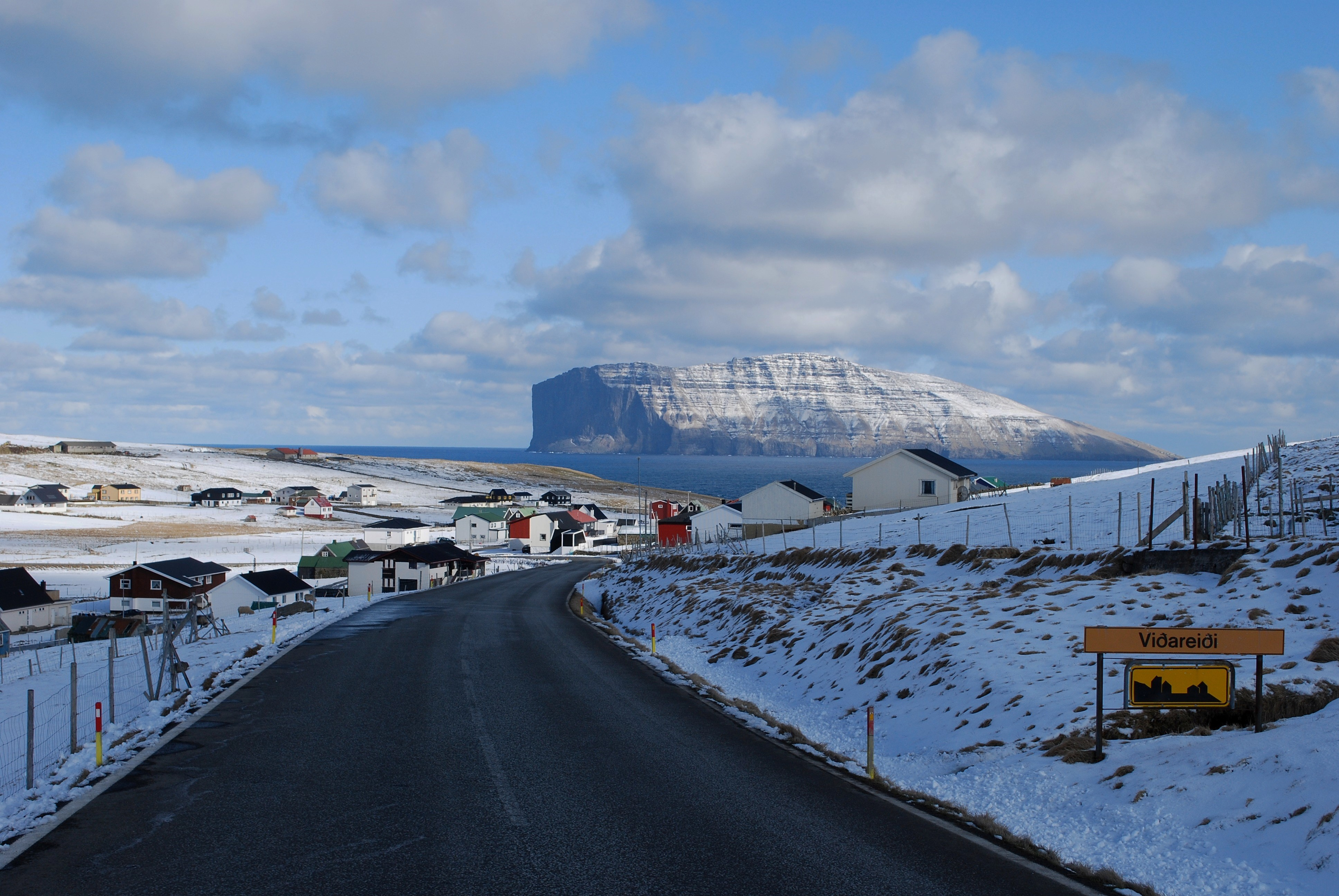
维阿雷伊村及远处的富格尔岛
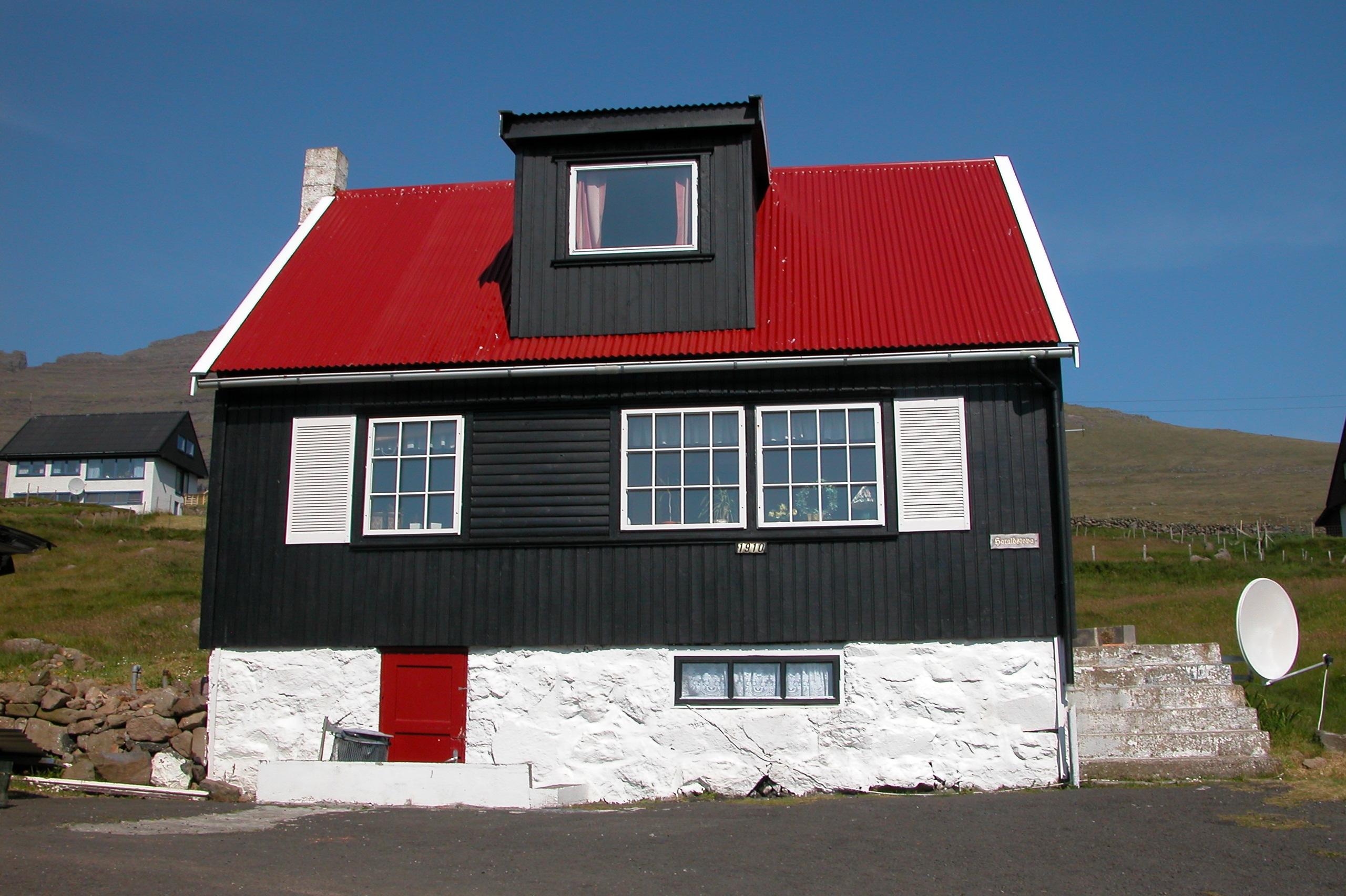
维阿雷伊村里的住房
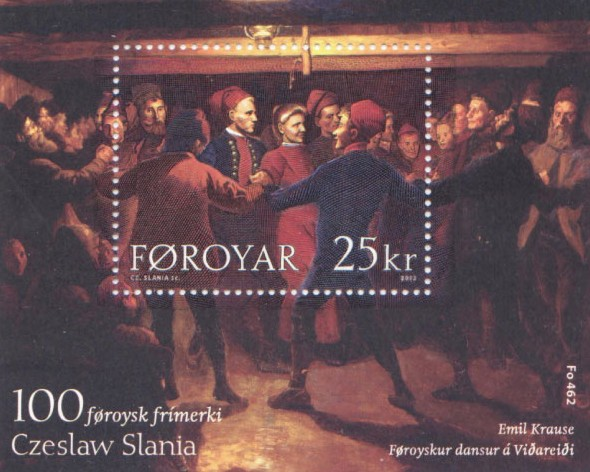
邮票上显示的维阿雷伊村里的法罗舞蹈